# Mus fernandoni
Mus fernandoni es una especie de roedor miomorfo de la familia Muridae.

## Distribución geográfica
Es endémico de Sri Lanka.

## Estado de conservación
Se encuentra amenazada de extinción por la pérdida de su hábitat natural.